# Bulgarien ved sommer-OL 1896
Bulgarien ved sommer-OL 1896. Der var muligvis én deltager, den oprindelig schweiziske mandlige gymnast Charles Champaud, som nogen kilder siger konkurreret for Bulgarien under Sommer-OL 1896 i Athen, mens andre siger han repræsenterede Schweiz. Bulgarien var en af fire nationer som ikke vandt nogen medalje af de fjorten nationer som deltog i de første moderne olympiske lege i 1896.

## Medaljer
| 1896 Athen | Guld | Sølv | Bronze | Total |
| Bulgarien  | 0    | 0    | 0      | 0     |

Det blev ikke uddelt guld, sølv og bronzemedaljer under sommer-OL 1896 i Athen. Vinderen fik en sølvmedalje, og den som kom på andenpladsen fik bronze. Det var først under sommer-OL 1904 det blev uddelt medaljer til de tre bedste, men IOC har med tilbagevirkende kraft besluttet at medaljefordelingen også gælder for de olympiske lege 1896 i Athen og 1900 i Paris.

## kilder
1. ↑  "Charles Champaud". Olympics at Sports-Reference.com. 2016. Arkiveret fra originalen 13. december 2012. Hentet 2016-08-28.